# Lithostege amseli
Lithostege amseli är en fjärilsart som beskrevs av Edward P. Wiltshire 1967. Lithostege amseli ingår i släktet Lithostege och familjen mätare. Inga underarter finns listade i Catalogue of Life.